# Die Zeremonie
Die Zeremonie ist ein 1971 von Nagisa Ōshima geschriebener und inszenierter japanischer Spielfilm. Der Regisseur klagt darin den konservativen, autoritäre Traditionen fortschreibenden Charakter an, den die japanische Gesellschaft in der Nachkriegszeit mit dem wirtschaftlichen Aufschwung behalten habe. Das mache es der jungen Generation unmöglich, eigene Lebensentwürfe zu verwirklichen. Im Mittelpunkt der Erzählung steht eine weitverzweigte Familie der Oberschicht, deren Zeremonien, eine passendere Übersetzung des japanischen Originaltitels 儀式, Gishiki, Ōshima sarkastisch angreift. Das dramaturgisch und visuell streng durchkomponierte Werk fand in Japan viel, im deutschsprachigen Raum hingegen kaum Beachtung.

## Handlung
Masuo und seine Verwandte Ritsuko, die er seit zehn Jahren nicht mehr gesehen hat, erhalten 1971 ein Telegramm von ihrem Verwandten Terumichi. Dieser weigert sich, nach dem Tod des Großvaters die Nachfolge als Oberhaupt der Familie Sakurada anzutreten, und kündigt an, auf einer abgelegenen Insel sterben zu wollen. Der Film blendet zurück ins Jahr 1947, als Masuo, damals zehnjährig, nach dem verlorenen Krieg mit seiner Mutter aus der wieder von China beherrschten Mandschurei nach Japan repatriiert wird. Sein Vater hat sich umgebracht, nachdem der Kaiser kapituliert und seiner Göttlichkeit entsagt hat. Die wichtigsten Begleiter während seiner Kindheit werden nun die Kinder Terumichi, Ritsuko und Tadashi, die in nicht ganz klaren Verwandtschaftsverhältnissen Teil der Familie Sakurada sind. Zur oberen Gesellschaftsschicht gehörend, wird die Familie – Ehefrauen, Mätressen, Schwieger- und Enkelkinder – vom patriarchisch herrschenden Großvater gelenkt. Dieser schreibt Masuo, dem ältesten seiner männlichen Nachkommen, den Weg als künftiges Familienoberhaupt vor.
Die Familie weist auffällige Lücken auf, zahlreiche Väter und Mütter fehlen. Während Onkel Isamu ideologisch der stalinistischen Linie der Kommunisten anhängt, hat Tadashis Vater Susumu wegen Kriegsverbrechen Jahre in chinesischer Haft verbracht und ist ein gebrochener, schweigender Mann. 1952, nach dem Tod seiner Mutter und mittlerweile ein Jüngling geworden, spürt Masuo Zuneigung zu Ritsukos sinnlicher Mutter Satsuko. Doch der Großvater unterbindet eine sich anbahnende Beziehung und überlässt Satsuko dem jungen Terumichi, der mit ihr seine ersten erotischen Erfahrungen macht. Masuos Annäherung an Ritsuko 1956 scheitert ebenfalls, weil der gewandtere Terumichi ihm zuvorkommt und Ritsuko zur Partnerin nimmt. Daraufhin findet man Satsuko aufgespießt mit einem Dolch; obwohl es heißt, sie habe sich selbst umgebracht, mutmaßt Masuo, der Großvater habe sie ermordet. Die größte Demütigung erfährt Masuo 1960, als die Familie ihn mit einer Frau zwangsverheiratet, die nicht zur Hochzeit erscheint. Der Großvater besteht dennoch darauf, dass die Zeremonie wie geplant durchgeführt wird, und Masuo muss neben einer imaginären Braut alle Riten vollziehen. Tadashi ist inzwischen Rechtsextremist geworden und wird von einem Auto überfahren. 1971, nach Bekanntwerden von Terumichis Todesbotschaft, legen Größen der Gesellschaft Masuo nahe, die Leitung des Familienunternehmens zu übernehmen. Er kommt mit Ritsuko auf der Insel an und sie stellen fest, dass sich Terumichi tatsächlich umgebracht hat. Masuo, der sich Hoffnungen machte, Ritsuko könnte nun ihn heiraten, muss zusehen, wie sie sich zu Terumichi legt und sich ebenfalls umbringt. Er bleibt als letzter Überlebender der Familie zurück.

## Bedeutung und Stil

### Abbild der Nachkriegsgesellschaft Japans
Familiäre Zusammenkünfte zu zeremoniell ausgeführten Hochzeiten und Bestattungen haben in der japanischen Kultur eine hohe Bedeutung. Die in je einer Rückblende geschilderten Zeremonien finden in Jahren statt, denen für die Geschicke Japans eine erhöhte Bedeutung zukommt. Das führte oftmals zur Interpretation, dass das Familiendrama die Geschichte Japans nach 1945 widerspiegelt. Der erste Abschnitt fällt ins Jahr 1947, als die neue Verfassung in Kraft trat; 1952 endete die US-Besatzung, 1956 nahmen Japan und die Sowjetunion diplomatische Beziehungen auf, und 1960 verlängerten Japan und die Vereinigten Staaten ihren Sicherheitspakt. Obschon sich der Film nur mittelbar auf diese Eckpunkte bezieht, ist die Nachkriegsgeschichte des Landes als Hintergrund präsent. Die alte kaiserliche Gesellschaftsform wirkt auch nach der Niederlage Japans im Krieg weiter und ist die Grundlage der Autorität, die der Großvater über die Familie ausübt. 1947 als Beamter wieder eingesetzt, ignoriert er den Zeitwandel. Diese Restauration alter Strukturen verhindert die Entstehung einer echten demokratischen Gesellschaft. Vor diesem Kontext steht die symbolische Handlung des kleinen Terumichi, der 1947 über der sitzenden Familie plötzlich ein Desinfektionsmittel versprüht, das „Japan reinigen“ soll. An Onkel Isamu, dem Stalinisten, zeigt Ōshima, dass die kommunistische Partei keine Alternative von Wert ist.

### Familiäre Abhängigkeiten

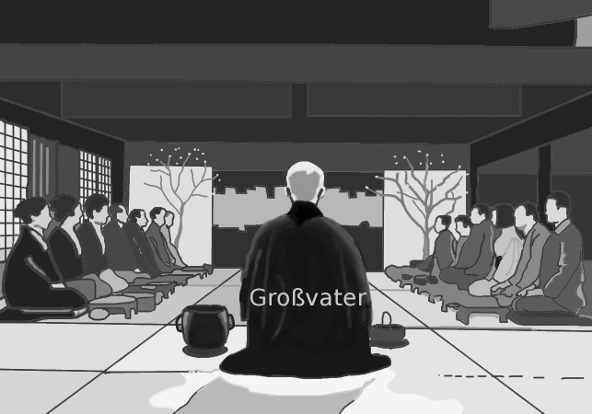
Skizze einer Einstellung. Der streng symmetrische Bildaufbau betont die vom Großvater beanspruchte zentrale Stellung in der Familie.

Weil der Film das Geschehen nur lückenhaft wiedergibt und die Motive für die Morde und Selbstmorde nicht erläutert, verliert die Handlung gegenüber der Familienstruktur an Bedeutung. Den Stammbaum der Familie legt Ōshima nicht in allen Verästelungen offen; der von Onkel Isamu geäußerten Behauptung, der Großvater sei der heimliche Vater aller Sakurada-Kinder, wird nie widersprochen. Mit diesen inzestuösen Beziehungen des Großvaters versagt diese wohlhabende Familie moralisch genau so wie die Unterschichtsfamilie in Ōshimas zuvor gedrehtem Film Der Junge. „Der Regisseur sieht in der Häufigkeit des Inzests unter diesen Menschen eine Verletzung der geistigen Autonomie des Individuums.“ Er behandelt damit „das japanische Thema schlechthin: den vergeblichen Kampf zeitgemäßer Forderungen und Ansprüche gegen die Tyrannei erstarrter Formen, Sitten und Strukturen.“ Während der Großvater von Masuos Verpflichtung der Familie gegenüber spricht, finden die strikten Erbfolgeregeln visuellen Ausdruck in der Kamerafahrt, die von einer Großaufnahme von Großvaters Gesicht zu einer Großaufnahme Masuos führt. Die Tradition sieht die familiären Beziehungen als einzigen bestimmenden Faktor von Masuos Person vor. Ōshima aber verleiht Masuo eine größere Bedeutung, indem Masuos Stimme das Geschehen zwischendurch kommentiert, und er zu einem zentralen Quasi-Erzähler wird, dessen Rolle über die eines bloßen Protagonisten hinausgeht. Masuo bleibt stets am Rande des familiären Geschehens und ist immer abwesend, wenn die Angehörigen sterben. Der Bildaufbau während der Zeremonien betont die Autorität des Großvaters: Er nimmt die Mitte ein, während die übrigen Familienmitglieder links und rechts von ihm aufgereiht sind. Diese Symmetrie steht im Widerspruch zu den vorhandenen Konflikten unter den Angehörigen. Wo, außerhalb der Zeremonien, die Autorität bröckelt oder Protagonisten ihren Gesetzen trotzen, werden die Bildkompositionen asymmetrisch. Zwar gehe Ōshima vom Modell des japanischen Familienfilms aus, wie er von Yasujiro Ozu geprägt worden war, meinte Tessier (1973), doch weigere sich der Regisseur, dieses Erbe anzutreten, so wie Terumichi sich weigert, in der Familie Sakurada an die Spitze nachzurücken. Stattdessen führe er das Imaginäre ein, als „großartige Eruptionen eines lebhaften Gewissens, oder anders bezeichnet: des Surrealismus.“ Die Darstellung einer zerfallenden Familie der oberen Klasse zog auch einen Vergleich mit Die Spielregel (1939) nach sich.

### Ausbruchsversuche
Der Film dekonstruiere die theatralische Eigenschaft von Ritualen und wie die herrschende Schicht religiöse und politische Ideologie verbinde, meinte Desser (1988). Mit jeder weiteren Zeremonie werde die Familie immer fragmentierter. Die lange Abfolge von Zeremonien für zutiefst theatralisch hielt auch Burch (1979): „Das ist ein lähmendes, bösartiges Theater (…) Es ist das Theater repressiver Väter, ein Lügentheater, das nur eine glaubhaft befreiende Geste kennen kann: Die des rituellen Selbstmordes.“ Das Festhalten des Großvaters an seinen Grundsätzen und den absolut festgelegten Ritualen führt ihn bis zur Wirklichkeitsverweigerung. Die für Masuo bestimmte Braut soll das Ideal der reinen japanischen Frau verkörpern, doch ihre Abwesenheit deutet darauf, dass diese ideale Frau nie existierte. Die Kamera streift durch die Halle, entlang der Tische und der Hochzeitsgäste, vergeblich nach ihr suchend, und weist durch Unschärfe des Hintergrunds auf den leeren Platz neben dem Bräutigam. Die rituelle Ordnung ist ihres ursprünglichen Sinns entleert, und der Tod wird zum „Faszinosum des Untergangs“. Terumichis Selbstmord wurde oft als eine Anspielung Ōshimas auf das Lebensende des Schriftstellers Yukio Mishima verstanden. Der Regisseur aber erklärte, als Mishima sich umbrachte, wäre das Drehbuch bereits fertig gewesen, und die Dreharbeiten hätten noch nicht begonnen gehabt. Der Vorfall sei für ihn ein „großer Schock“ gewesen. Im Film bleibt am Ende Masuo alleine zurück, als Angehöriger einer Generation, die weiterzubestehen sich weigert. In dieser totalen, gewaltsamen Ablehnung liegt für Turim (1998) die gesellschaftliche Kritik des Werks.

### Ōshimas Befürchtungen zur japanischen Seele
Wie fast alle seine vorangegangenen Werke konzipierte Ōshima Die Zeremonie als Revolte gegen die von ihm als krank aufgefasste japanische Gesellschaft. Er forderte sie auf, nach 25 Jahren Nachkriegszeit Bilanz zu ziehen. „In ‚Die Zeremonie‘ habe ich versucht, in der Gegenwart von 1971 die Gesamtheit meiner Existenz und meiner Gefühle während all der Jahre nach dem Krieg zu betrachten.“ Der Film stellt die Frage, ob die Nachkriegsgesellschaft anstelle von Militarismus und Nationalismus neue Werte vorweisen könne, die stark genug sind, um sich gegen die alten zu behaupten. Für die Empfindungen jener Generation, die neue Werte zu verwirklichen suchte, verwendet Ōshima ein wiederkehrendes Motiv. Auf der Flucht in der Mandschurei hatten Masao und seine Mutter ein kleines Brüderchen zurücklassen müssen, das sie begraben hatten und das Masao danach noch schluchzen hörte; in Japan hält er öfter sein Ohr an die Erde und lauscht, „Zeichen des Nichtvergessens begangener Unmenschlichkeit und des Nichtverstummens der wimmernden Klage“. Als Erwachsener legt er den verstorbenen Tadashi aus seinem Sarg und zwängt sich selbst hinein. Die junge Generation ist, so legt Ōshima allegorisch nahe, lebendig begraben worden, ihre Angehörigen sind lebende Tote im familiären System. Dieses lastet durch die Bürde seiner Vorschriften und Ehrbegriffe auf den Mitgliedern und erstickt Ansätze von individueller Verwirklichung, Befreiung und Rebellion.
Ihm scheine, sagte Ōshima, bei Zeremonien werde die Seele des Japaners auf eine nicht alltägliche, heikle Weise aufgewühlt. In Zeremonien offenbarten sich die Besonderheiten der japanischen Seele. Militarismus und fremdenfeindlicher Nationalismus, die man im Alltag sowohl logisch wie gefühlsmäßig ablehne, könnten sich in ungewöhnlichen Situationen auf beunruhigende, einfache Weise dieser Seele bemächtigen. Daneben wollte Ōshima nach eigenem Bekunden das wirtschaftliche Wiedererstarken Japans thematisieren, denn er verdächtigte sein Land, eine erneute Besetzung umliegender Staaten anzustreben. „Ich habe das Gefühl, dass, wenn wir das Geheimnis der japanischen Seele, das Geheimnis der Japaner, die in Eile leben und eilig sterben wollen, nicht aufklären, Japan bald wieder in einen Krieg geführt werden wird.“ 25 Jahre später erzählte Ōshima in einem Gespräch, nach der Zeremonie habe er den Glauben, mit Filmen gesellschaftliche Veränderung herbeiführen zu können, verloren.

## Zeitgenössische Kritik
Ōshimas unabhängige Produktionsgesellschaft Sozosha stellte Die Zeremonie her und ließ sie in Japan durch die ATG verleihen. Dort lief der Film am 5. Juni 1971 im Kino an, war ein Erfolg und erhielt im selben Jahr den Kinema-Jumpō-Preis zugesprochen. Seine deutsche Erstaufführung erlebte der Film am 10. Mai 1972 im Deutschen Fernsehen. Für den film-dienst rezensierte Paula Linhart: „Der Filmbesucher sollte auf den intellektuellen Spürsinn verzichten, alle verborgenen Bezüge und Verschlüsselungen aufzuklären und das Fremdartige in unserem Sinne zu ‚verstehen‘. Die Wahrheit dieses Zeugnisses transparent werdender Wirklichkeit zeigt sich unserer Aufmerksamkeit am unmittelbarsten durch die imaginäre Kraft ihrer Bilder, die in immer neuen Augenblicken ihre heimliche Bedeutung ins Licht rückt, lebendig werdende Poesie und Trauer, Despotie und Gewalt. Wie unter der Hülle ehrfürchtiger Aufmerksamkeit für Wesen, Dinge und Tun verletzte Gefühle sichtbar werden und sich passive Duldsamkeit mit aktivem Widerstand miteinander verklammern, das verrät die Kunst einer außerordentlichen Regie.“ Die Zeit wertete es in einer Kurzkritik als einen „Film, der unter seiner ritualisierten Schönheit zu explodieren scheint.“
Breitere Aufnahme als in der Bundesrepublik genoss das Werk in Frankreich. In L’Avant-Scène Cinéma meinte Max Tessier, als filmische Bilanz und eine Art erstes Testament Ōshimas sei Die Zeremonie mit Sicherheit das vollkommenste „Bewusstseins-Puzzle“, das dem Filmemacher bis dahin gelungen sei. In keinem der vorangegangenen Werke, so bemerkenswert diese seien, habe er diese Perfektion erreicht. Den Film mache einzigartig, dass er zugleich gänzlich konkret und völlig abstrakt sei. „Ein aus seinem Autor hervorbrechendes Selbstporträt, makellose Skizze eines wieder erwachenden nationalen und befragenden Gewissens, oder einfach ein Familiengemälde, ist ‚Die Zeremonie‘ auf jeden Fall der schönste, verzweifeltste und authentischste Gesang eines Autors, der an den äußersten Punkt des Echos einer inneren Resonanz gekommen ist.“ Im Le Canard enchaîné lautete das Verdikt: „Dieser schöne japanische Film wird kein so großes Publikum finden wie Der Pate. Er richtet sich an jene, die neugierig auf außergewöhnliches Kino sind. Das ist hier in jeder Hinsicht der Fall. […] Ein sehr schöner Film, den zu erfassen unser westlicher Geist einige Mühe hat, bevor wir verführt und fasziniert werden.“ In der Kritik des Nouvel Observateur hieß es: „Ein langes und langsames Werk, das man noch einmal sehen möchte, zum Einen, weil es ein wenig rätselhaft bleibt, in seinem Ritual eingeschlossen, zum Anderen, weil es eine Faszination ausübt: Durch seine formelle Schönheit, den Rhythmus der Erzählung, durch die Abwechslung von gemessener Feierlichkeit und Gewalt. Sicherlich eines der wichtigen Œuvres des japanischen Gegenwartskinos und für uns eine Offenbarung, ein Grund mehr, Ōshima für einen großen Filmemacher zu halten.“ Le Monde lobte: „Manche Szenen, wie die in Abwesenheit der Braut begangene Hochzeit, geraten mit einfachsten Mitteln zu reiner Poesie. Doch diese Poesie ist immer reich an Bedeutungen. Ein inneres Licht erleuchtet Die Zeremonie. Hinter diesen Ritualen und Dramen macht sich die angsterfüllte Stimme Nagisa Ōshimas unaufhörlich vernehmbar.“

## Filmgeschichtliche Wertungen
Der Filmhistoriker Ulrich Gregor (1978) wies auf die Fragmentierung des Werks in Spiegelungen und Erinnerungen hin, die so kompliziert seien wie die Familienverhältnisse: „Oshimas Kunst besteht darin, dass er trotzdem ein intuitiv klar zu erfassendes Bild herauskristallisiert.“ Dieses zeichne er „mit durchdringender Präzision, mit einer Neigung zur Groteske, zum Pathos, zur makabren Zuspitzung, die aber gebändigt wird von der strengen Komposition des Films; diese regiert die Bildgestaltung ebenso wie die Dramaturgie.“ Ähnlich war Burch (1979) in seinem Buch über Form und Gehalt des japanischen Kinos der Ansicht, die textliche Tiefe der Diegese des Films sei die gehaltvollste, die Ōshima je erreicht habe, da Figuren und Handlungen viele übertragene Bedeutungen hätten. Für Kirihara (1985) bietet Die Zeremonie „Szenen und Einzelbilder von packender Schönheit (…) die Bilderpracht beeindruckt im selben Maß wie die familiären Beziehungen erschrecken.“ Der Film erlaube keine vereinfachende Interpretation als Familiensaga oder als Geschichte Nachkriegsjapans. Er kombiniere die Stränge einer persönlichen Identitätssuche, eines privaten Melodramas, nationaler Geschichte und eines reichhaltigen visuellen Gewebes, entlang derer sich Erforschungen ziehen, ohne dass auch nur eine davon zu einem Abschluss führte. Die Rituale dienten als Ausgangspunkte für die gründliche Erkundung einer eigentümlichen Nation, und Oshimas Genius liege darin, sie am Filmende nicht abzubrechen. Jacoby (2008) nannte Die Zeremonie das selbstgewisseste Beispiel für Ōshimas Ansatz, verschiedene Stile im selben Film zusammenzufügen. Jede Figur in der Erzählung sei nicht nur abgerundet, sondern verkörpere eine Facette der japanischen Gesellschaft. Das Melodrama verstärke die emotionale Verwicklung des Zuschauers, während die strukturelle Förmlichkeit und der offenkundige Symbolismus zu einer distanzierteren, analytischen Lesart einlüden.